# 綾部インターチェンジ
綾部インターチェンジ（あやべインターチェンジ）は、京都府綾部市有岡町にある舞鶴若狭自動車道のインターチェンジである。

## 歴史
- 1991年（平成3年）3月26日：福知山IC - 舞鶴西IC間開通に伴い、供用開始[1]。
- 2021年（令和3年）3月26日：福知山IC - 綾部IC間4車線化[2]。
- 2025年（令和7年）3月12日：料金所がETC専用になる[3][4]。

## 周辺
- 京都府綾部工業団地
- 綾部市工業団地
- あやべ桜ヶ丘団地
- 京都府中丹文化会館
- 綾部市資料館
- 綾部市天文館パオ

## 接続する道路
- 直接接続
  - 京都府道77号綾部インター線
  - 京都府道494号綾部大江線

## 料金所
- ブース数：4

### 入口
- ブース数：2
  - ETC専用：1
  - ETC・サポート：1

### 出口
- ブース数：2
  - ETC専用：1
  - サポート：1

## 隣
E27 舞鶴若狭自動車道
(4)福知山IC - (5)綾部IC - (6)綾部JCT - 綾部PA - (7)舞鶴西IC